# Ramon Amadeu i Grau

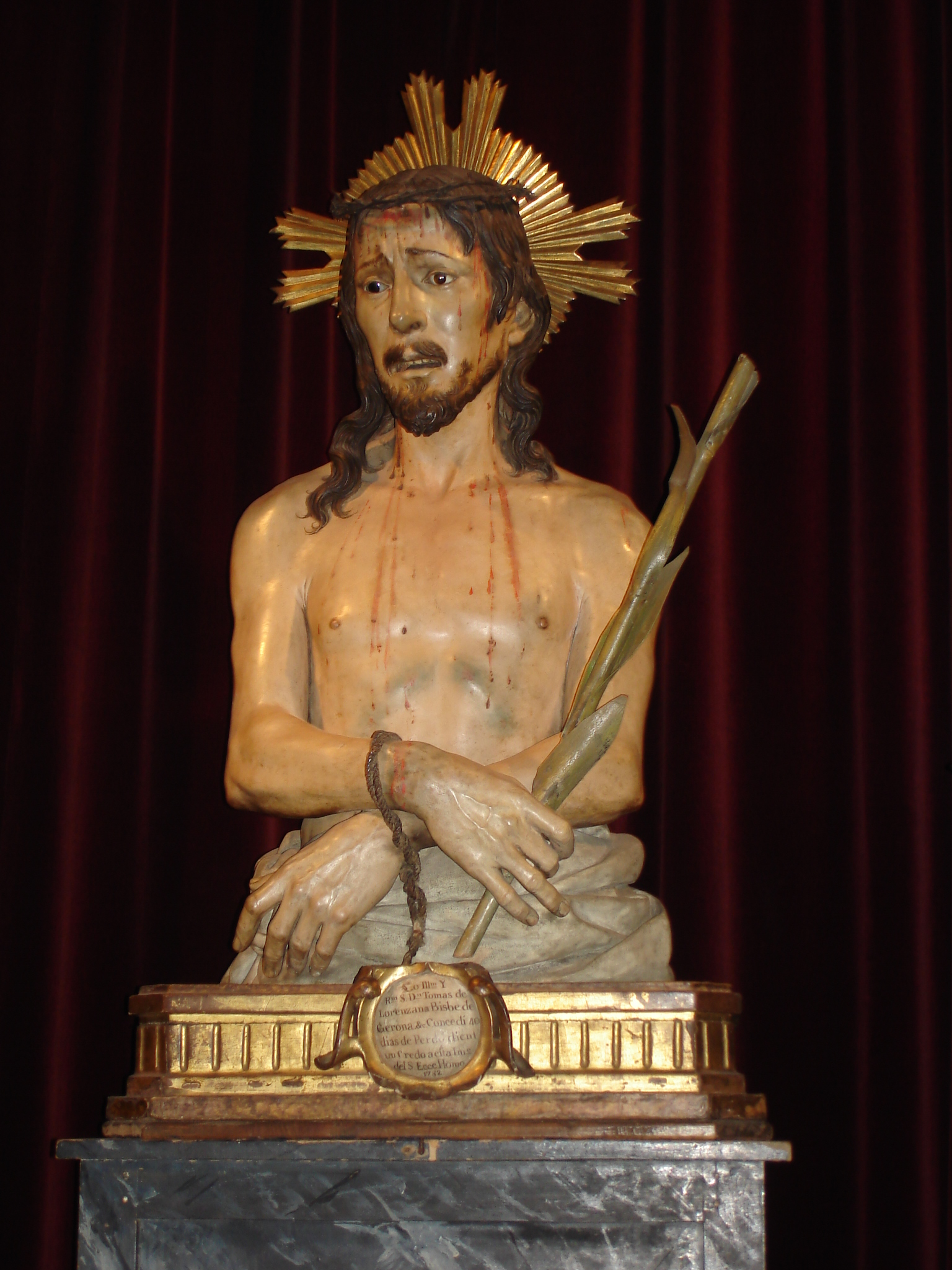
Ecce Homo de Ramon Amadeu, al santuari de la Mare de Déu del Tura d'Olot

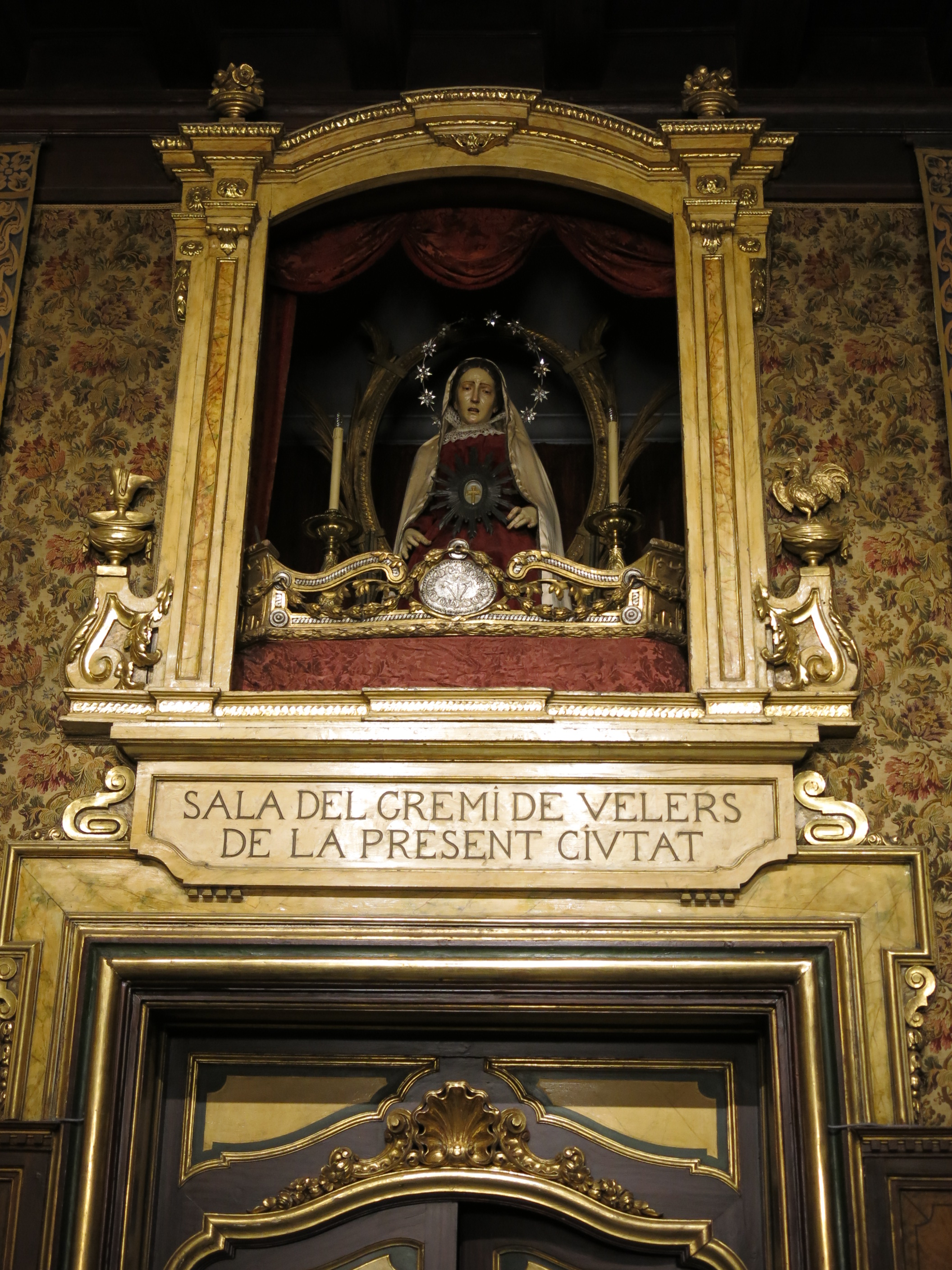
Pas de la Santa Espina, a la sala gremial de la casa del Gremi de Velers

Ramon Amadeu i Grau (Barcelona, 7 de febrer de 1745 - 16 d'octubre de 1821) fou un escultor català deixeble de Josep Trulls i Lluis Bonifaç i Massó.

## Biografia
Es batejat a la parròquia de Santa Maria del Pi el 7 de febrer de 1745. Fill de Francesc Amadeu i Raimunda Grau. L'any 1761 realitza pràctiques al taller escultòric de Lluís Bonifaç a Valls. El 21 de gener de 1770 va demanar ser admès al gremi d'escultors, arquitectes i entalladors de Barcelona.
El 1 de febre de 1771 es casa amb Magdalena Buxadell i Vilar a l'església de Sants Just i Pastor de Barcelona, van tenir 10 fills. L'any 1778 va ser admès a l'Acadèmia de Belles Arts de San Fernando de Madrid on es deslliurà de les pressions gremials i s'orientà cap a un neoclassicisme acadèmic. Va residir a Olot, que va fugir perseguit pels francesos a Olot durant la guerra contra Napoleó, on va fer imatges, sent les més notables un Sant Crist i La Verge del primer dolor de Castelló d'Empúries i una Verge de la Pietat; Sant Bru per a l'Església de Sant Jaume de Barcelona; Santa Teresa per a la dels Sant Just i Pastor; Santa Anna amb la Verge en braços i Sant Joaquim, grup que es venera en l'antiga col·legiata de Santa Anna i la del beat Josep Oriol, per a la de San Sever. Mare de Déu dels Desemparats de l'església del Pi a Barcelona.
A la Casa del gremi de velers de Barcelona es conserva la imatge del pas processional de la Santa Espina 
Amadeu és considerat el representant més prestigiós del pessebrisme a Catalunya. Va modelar a més un sens fi de precioses figuretes per a naixements (col·lecció Gelabert, a Olot). Com a pessebrista recollí la tradició barroca i popularitzà l'art fent figuretes de terra cuita policromada caracteritzades pel realisme, sota la influència napolitana. Amadeu inicià una tipologia local, costumista, rural que la seva característica més destacable fou vestir les figures dels pastors amb la indumentària de la Garrotxa. Tradició que seria seguida per altres pessebristes com Pere Pla i Jacint Casanoves.
El Museu d'Història de Barcelona conserva diverses obres seves o que li són atribuïdes, entre les quals diverses figures de pessebre i el bust de Pere Virgili portant els plànols del col·legi de cirurgia de Barcelona. Un nombre important d'obres seves, presents en esglésies, foren destruïdes durant la Setmana Tràgica o la Guerra Civil: de moltes, però, se'n conserven fotografies.
Va morir a Barcelona el 1821 i fou enterrat a la tomba gremial dels escudellers de l'Església del Pi.

## Nota
El contingut d'aquest article incorpora material del tom 13 de l'Enciclopèdia Universal Il·lustrada Europeu-Americana (Espasa), amb copyright anterior a 1927, el qual es troba al domini públic